# 2008年のアメリカンリーグチャンピオンシップシリーズ
2008年の野球において、メジャーリーグベースボール（MLB）のポストシーズンは10月1日に開幕した。アメリカンリーグの第39回リーグチャンピオンシップシリーズ（39th American League Championship Series、以下「リーグ優勝決定戦」と表記）は、10日から19日にかけて計7試合が開催された。その結果、タンパベイ・レイズ（東地区）がボストン・レッドソックス（同）を4勝3敗で下し、球団創設11年目で初のリーグ優勝およびワールドシリーズ進出を果たした。
両球団がポストシーズンで対戦するのはこれが初めて。この年のレギュラーシーズンでは両球団は18試合対戦し、レイズが10勝8敗と勝ち越していた。今シリーズでは、レイズが第2戦から3連勝しリーグ優勝へ先に王手をかけたが、レッドソックスも次の試合から2連勝してシリーズの行方を最終第7戦までもつれ込ませた。特に第5戦でレッドソックスは、ポストシーズン史上2番目に大きな点差逆転となる7点差逆転勝利を収めた。レッドソックスは1勝3敗からの逆転制覇を前年のリーグ優勝決定戦で達成しており、もし今シリーズでも最終第7戦に勝利すれば2年連続となるところだったが、レイズはそれを阻んだ。シリーズMVPには、最終第7戦に先発登板して7.0イニングで9奪三振・1失点の好投を見せるなど、2試合13.0イニングで2勝0敗・防御率1.38という成績を残したレイズのマット・ガーザが選出された。しかしレイズは、ワールドシリーズではナショナルリーグ王者フィラデルフィア・フィリーズに1勝4敗で敗れ、初優勝を逃した。
2007年よりワールドシリーズの開幕日が、全米テレビ中継の視聴率が高く見込める曜日の放送を増やすために、土曜日から水曜日に変更された。これに伴いポストシーズンの期間が延びたため、リーグ優勝決定戦では第4戦と第5戦の間に休養日が設けられた。この方式は、2009年シーズン終了後に撤廃されるまで3年間続いた。

## 試合結果
2008年のアメリカンリーグ優勝決定戦は10月10日に開幕し、途中に移動日と休養日を挟んで10日間で7試合が行われた。日程・結果は以下の通り。
| 日付                                                    | 試合  | ビジター球団（先攻）     | スコア | ホーム球団（後攻）       | 開催球場                 | 開催球場                                     |
| ------------------------------------------------------- | ----- | ------------------------ | ------ | ------------------------ | ------------------------ | -------------------------------------------- |
| 10月10日（金）                                          | 第1戦 | ボストン・レッドソックス | 2－0   | タンパベイ・レイズ       | トロピカーナ・フィールド | トロピカーナ・フィールドフェンウェイ・パーク |
| 10月11日（土）                                          | 第2戦 | ボストン・レッドソックス | 8－9x  | タンパベイ・レイズ       | トロピカーナ・フィールド | トロピカーナ・フィールドフェンウェイ・パーク |
| 10月12日（日）                                          |       | 移動日                   | 移動日 | 移動日                   |                          | トロピカーナ・フィールドフェンウェイ・パーク |
| 10月13日（月）                                          | 第3戦 | タンパベイ・レイズ       | 9－1   | ボストン・レッドソックス | フェンウェイ・パーク     | トロピカーナ・フィールドフェンウェイ・パーク |
| 10月14日（火）                                          | 第4戦 | タンパベイ・レイズ       | 13－4  | ボストン・レッドソックス | フェンウェイ・パーク     | トロピカーナ・フィールドフェンウェイ・パーク |
| 10月15日（水）                                          |       | 休養日                   | 休養日 | 休養日                   | フェンウェイ・パーク     | トロピカーナ・フィールドフェンウェイ・パーク |
| 10月16日（木）                                          | 第5戦 | タンパベイ・レイズ       | 7－8x  | ボストン・レッドソックス | フェンウェイ・パーク     | トロピカーナ・フィールドフェンウェイ・パーク |
| 10月17日（金）                                          |       | 移動日                   | 移動日 | 移動日                   |                          | トロピカーナ・フィールドフェンウェイ・パーク |
| 10月18日（土）                                          | 第6戦 | ボストン・レッドソックス | 4－2   | タンパベイ・レイズ       | トロピカーナ・フィールド | トロピカーナ・フィールドフェンウェイ・パーク |
| 10月19日（日）                                          | 第7戦 | ボストン・レッドソックス | 1－3   | タンパベイ・レイズ       | トロピカーナ・フィールド | トロピカーナ・フィールドフェンウェイ・パーク |
| 優勝：タンパベイ・レイズ（4勝3敗 / 球団創設11年目で初） |       |                          |        |                          |                          | トロピカーナ・フィールドフェンウェイ・パーク |

### 第1戦 10月10日
- トロピカーナ・フィールド（フロリダ州セントピーターズバーグ）

|                          | 1 | 2 | 3 | 4 | 5 | 6 | 7 | 8 | 9 | R | H | E |
| ------------------------ | - | - | - | - | - | - | - | - | - | - | - | - |
| ボストン・レッドソックス | 0 | 0 | 0 | 0 | 1 | 0 | 0 | 1 | 0 | 2 | 7 | 0 |
| タンパベイ・レイズ       | 0 | 0 | 0 | 0 | 0 | 0 | 0 | 0 | 0 | 0 | 4 | 0 |

1. 勝利：松坂大輔（1勝）
2. セーブ：ジョナサン・パペルボン（1S）
3. 敗戦：ジェームズ・シールズ（1敗）
4. 審判
［球審］ティム・マクレランド
［塁審］一塁: サム・ホルブルック、二塁: ブライアン・オノラ、三塁: ブライアン・ゴーマン
［外審］左翼: アルフォンソ・マルケス、右翼: デリル・カズンズ
5. 試合開始時刻: 東部夏時間（UTC-4）午後8時39分  試合時間: 3時間25分  観客: 3万5001人  気温: 72°F（22.2°C）
詳細: MLB.com Gameday / ESPN.com / Baseball-Reference.com / Fangraphs

| ボストン・レッドソックス | ボストン・レッドソックス | ボストン・レッドソックス | ボストン・レッドソックス | ボストン・レッドソックス                                                                                                | タンパベイ・レイズ | タンパベイ・レイズ | タンパベイ・レイズ | タンパベイ・レイズ | タンパベイ・レイズ |
| ------------------------ | ------------------------ | ------------------------ | ------------------------ | --- | ------------------ | ------------------ | ------------------ | ------------------ | --- |
| 打順                     | 守備                     | 選手                     | 打席                     | 松坂大輔J・バリテックM・コッツェイD・ペドロイアK・ユーキリスJ・ラウリーJ・ベイJ・エルズベリーJ・ドリューD・オルティーズ | 打順               | 守備               | 選手               | 打席               | J・シールズD・ナバーロC・ペーニャ岩村明憲E・ロンゴリアJ・バートレットC・クロフォードB・アップトンG・グロスC・フロイド |
| 1                        | 中                       | J・エルズベリー          | 左                       | 松坂大輔J・バリテックM・コッツェイD・ペドロイアK・ユーキリスJ・ラウリーJ・ベイJ・エルズベリーJ・ドリューD・オルティーズ | 1                  | 二                 | 岩村明憲           | 左                 | J・シールズD・ナバーロC・ペーニャ岩村明憲E・ロンゴリアJ・バートレットC・クロフォードB・アップトンG・グロスC・フロイド |
| 2                        | 二                       | D・ペドロイア            | 右                       | 松坂大輔J・バリテックM・コッツェイD・ペドロイアK・ユーキリスJ・ラウリーJ・ベイJ・エルズベリーJ・ドリューD・オルティーズ | 2                  | 中                 | B・アップトン      | 右                 | J・シールズD・ナバーロC・ペーニャ岩村明憲E・ロンゴリアJ・バートレットC・クロフォードB・アップトンG・グロスC・フロイド |
| 3                        | DH                       | D・オルティーズ          | 左                       | 松坂大輔J・バリテックM・コッツェイD・ペドロイアK・ユーキリスJ・ラウリーJ・ベイJ・エルズベリーJ・ドリューD・オルティーズ | 3                  | 一                 | C・ペーニャ        | 左                 | J・シールズD・ナバーロC・ペーニャ岩村明憲E・ロンゴリアJ・バートレットC・クロフォードB・アップトンG・グロスC・フロイド |
| 4                        | 三                       | K・ユーキリス            | 右                       | 松坂大輔J・バリテックM・コッツェイD・ペドロイアK・ユーキリスJ・ラウリーJ・ベイJ・エルズベリーJ・ドリューD・オルティーズ | 4                  | 三                 | E・ロンゴリア      | 右                 | J・シールズD・ナバーロC・ペーニャ岩村明憲E・ロンゴリアJ・バートレットC・クロフォードB・アップトンG・グロスC・フロイド |
| 5                        | 右                       | J・ドリュー              | 左                       | 松坂大輔J・バリテックM・コッツェイD・ペドロイアK・ユーキリスJ・ラウリーJ・ベイJ・エルズベリーJ・ドリューD・オルティーズ | 5                  | 左                 | C・クロフォード    | 左                 | J・シールズD・ナバーロC・ペーニャ岩村明憲E・ロンゴリアJ・バートレットC・クロフォードB・アップトンG・グロスC・フロイド |
| 6                        | 左                       | J・ベイ                  | 右                       | 松坂大輔J・バリテックM・コッツェイD・ペドロイアK・ユーキリスJ・ラウリーJ・ベイJ・エルズベリーJ・ドリューD・オルティーズ | 6                  | DH                 | C・フロイド        | 左                 | J・シールズD・ナバーロC・ペーニャ岩村明憲E・ロンゴリアJ・バートレットC・クロフォードB・アップトンG・グロスC・フロイド |
| 7                        | 一                       | M・コッツェイ            | 左                       | 松坂大輔J・バリテックM・コッツェイD・ペドロイアK・ユーキリスJ・ラウリーJ・ベイJ・エルズベリーJ・ドリューD・オルティーズ | 7                  | 捕                 | D・ナバーロ        | 両                 | J・シールズD・ナバーロC・ペーニャ岩村明憲E・ロンゴリアJ・バートレットC・クロフォードB・アップトンG・グロスC・フロイド |
| 8                        | 遊                       | J・ラウリー              | 両                       | 松坂大輔J・バリテックM・コッツェイD・ペドロイアK・ユーキリスJ・ラウリーJ・ベイJ・エルズベリーJ・ドリューD・オルティーズ | 8                  | 右                 | G・グロス          | 左                 | J・シールズD・ナバーロC・ペーニャ岩村明憲E・ロンゴリアJ・バートレットC・クロフォードB・アップトンG・グロスC・フロイド |
| 9                        | 捕                       | J・バリテック            | 両                       | 松坂大輔J・バリテックM・コッツェイD・ペドロイアK・ユーキリスJ・ラウリーJ・ベイJ・エルズベリーJ・ドリューD・オルティーズ | 9                  | 遊                 | J・バートレット    | 右                 | J・シールズD・ナバーロC・ペーニャ岩村明憲E・ロンゴリアJ・バートレットC・クロフォードB・アップトンG・グロスC・フロイド |
| 先発投手                 | 先発投手                 | 先発投手                 | 投球                     | 松坂大輔J・バリテックM・コッツェイD・ペドロイアK・ユーキリスJ・ラウリーJ・ベイJ・エルズベリーJ・ドリューD・オルティーズ | 先発投手           | 先発投手           | 先発投手           | 投球               | J・シールズD・ナバーロC・ペーニャ岩村明憲E・ロンゴリアJ・バートレットC・クロフォードB・アップトンG・グロスC・フロイド |
| 松坂大輔                 | 松坂大輔                 | 松坂大輔                 | 右                       | 松坂大輔J・バリテックM・コッツェイD・ペドロイアK・ユーキリスJ・ラウリーJ・ベイJ・エルズベリーJ・ドリューD・オルティーズ | J・シールズ        | J・シールズ        | J・シールズ        | 右                 | J・シールズD・ナバーロC・ペーニャ岩村明憲E・ロンゴリアJ・バートレットC・クロフォードB・アップトンG・グロスC・フロイド |

### 第2戦 10月11日
- トロピカーナ・フィールド（フロリダ州セントピーターズバーグ）

|                          | 1 | 2 | 3 | 4 | 5 | 6 | 7 | 8 | 9 | 10 | 11 | R | H  | E |
| ------------------------ | - | - | - | - | - | - | - | - | - | -- | -- | - | -- | - |
| ボストン・レッドソックス | 2 | 0 | 1 | 0 | 3 | 1 | 0 | 1 | 0 | 0  | 0  | 8 | 12 | 0 |
| タンパベイ・レイズ       | 2 | 0 | 2 | 1 | 3 | 0 | 0 | 0 | 0 | 0  | 1x | 9 | 12 | 0 |

1. 勝利：デビッド・プライス（1勝）
2. 敗戦：マイク・ティムリン（1敗）
3. 本塁打
BOS：ダスティン・ペドロイア1号ソロ・2号ソロ、ケビン・ユーキリス1号ソロ、ジェイソン・ベイ1号ソロ
TB：エバン・ロンゴリア1号2ラン、B.J.アップトン1号ソロ、クリフ・フロイド1号ソロ
4. 審判
［球審］サム・ホルブルック
［塁審］一塁: ブライアン・オノラ、二塁: ブライアン・ゴーマン、三塁: アルフォンソ・マルケス
［外審］左翼: デリル・カズンズ、右翼: ティム・マクレランド
5. 試合開始時刻: 東部夏時間（UTC-4）午後8時8分  試合時間: 5時間27分  観客: 3万4904人  気温: 72°F（22.2°C）
詳細: MLB.com Gameday / ESPN.com / Baseball-Reference.com / Fangraphs

| ボストン・レッドソックス | ボストン・レッドソックス | ボストン・レッドソックス | ボストン・レッドソックス | ボストン・レッドソックス                                                                                                   | タンパベイ・レイズ | タンパベイ・レイズ | タンパベイ・レイズ | タンパベイ・レイズ | タンパベイ・レイズ |
| ------------------------ | ------------------------ | ------------------------ | ------------------------ | --- | ------------------ | ------------------ | ------------------ | ------------------ | --- |
| 打順                     | 守備                     | 選手                     | 打席                     | J・ベケットJ・バリテックM・コッツェイD・ペドロイアK・ユーキリスJ・ラウリーJ・ベイC・クリスプJ・エルズベリーD・オルティーズ | 打順               | 守備               | 選手               | 打席               | S・カズミアーD・ナバーロC・ペーニャ岩村明憲E・ロンゴリアJ・バートレットC・クロフォードB・アップトンG・グロスC・フロイド |
| 1                        | 右                       | J・エルズベリー          | 左                       | J・ベケットJ・バリテックM・コッツェイD・ペドロイアK・ユーキリスJ・ラウリーJ・ベイC・クリスプJ・エルズベリーD・オルティーズ | 1                  | 二                 | 岩村明憲           | 左                 | S・カズミアーD・ナバーロC・ペーニャ岩村明憲E・ロンゴリアJ・バートレットC・クロフォードB・アップトンG・グロスC・フロイド |
| 2                        | 二                       | D・ペドロイア            | 右                       | J・ベケットJ・バリテックM・コッツェイD・ペドロイアK・ユーキリスJ・ラウリーJ・ベイC・クリスプJ・エルズベリーD・オルティーズ | 2                  | 中                 | B・アップトン      | 右                 | S・カズミアーD・ナバーロC・ペーニャ岩村明憲E・ロンゴリアJ・バートレットC・クロフォードB・アップトンG・グロスC・フロイド |
| 3                        | DH                       | D・オルティーズ          | 左                       | J・ベケットJ・バリテックM・コッツェイD・ペドロイアK・ユーキリスJ・ラウリーJ・ベイC・クリスプJ・エルズベリーD・オルティーズ | 3                  | 一                 | C・ペーニャ        | 左                 | S・カズミアーD・ナバーロC・ペーニャ岩村明憲E・ロンゴリアJ・バートレットC・クロフォードB・アップトンG・グロスC・フロイド |
| 4                        | 三                       | K・ユーキリス            | 右                       | J・ベケットJ・バリテックM・コッツェイD・ペドロイアK・ユーキリスJ・ラウリーJ・ベイC・クリスプJ・エルズベリーD・オルティーズ | 4                  | 三                 | E・ロンゴリア      | 右                 | S・カズミアーD・ナバーロC・ペーニャ岩村明憲E・ロンゴリアJ・バートレットC・クロフォードB・アップトンG・グロスC・フロイド |
| 5                        | 左                       | J・ベイ                  | 右                       | J・ベケットJ・バリテックM・コッツェイD・ペドロイアK・ユーキリスJ・ラウリーJ・ベイC・クリスプJ・エルズベリーD・オルティーズ | 5                  | 左                 | C・クロフォード    | 左                 | S・カズミアーD・ナバーロC・ペーニャ岩村明憲E・ロンゴリアJ・バートレットC・クロフォードB・アップトンG・グロスC・フロイド |
| 6                        | 遊                       | J・ラウリー              | 両                       | J・ベケットJ・バリテックM・コッツェイD・ペドロイアK・ユーキリスJ・ラウリーJ・ベイC・クリスプJ・エルズベリーD・オルティーズ | 6                  | DH                 | C・フロイド        | 左                 | S・カズミアーD・ナバーロC・ペーニャ岩村明憲E・ロンゴリアJ・バートレットC・クロフォードB・アップトンG・グロスC・フロイド |
| 7                        | 捕                       | J・バリテック            | 両                       | J・ベケットJ・バリテックM・コッツェイD・ペドロイアK・ユーキリスJ・ラウリーJ・ベイC・クリスプJ・エルズベリーD・オルティーズ | 7                  | 捕                 | D・ナバーロ        | 両                 | S・カズミアーD・ナバーロC・ペーニャ岩村明憲E・ロンゴリアJ・バートレットC・クロフォードB・アップトンG・グロスC・フロイド |
| 8                        | 一                       | M・コッツェイ            | 左                       | J・ベケットJ・バリテックM・コッツェイD・ペドロイアK・ユーキリスJ・ラウリーJ・ベイC・クリスプJ・エルズベリーD・オルティーズ | 8                  | 右                 | G・グロス          | 左                 | S・カズミアーD・ナバーロC・ペーニャ岩村明憲E・ロンゴリアJ・バートレットC・クロフォードB・アップトンG・グロスC・フロイド |
| 9                        | 中                       | C・クリスプ              | 両                       | J・ベケットJ・バリテックM・コッツェイD・ペドロイアK・ユーキリスJ・ラウリーJ・ベイC・クリスプJ・エルズベリーD・オルティーズ | 9                  | 遊                 | J・バートレット    | 右                 | S・カズミアーD・ナバーロC・ペーニャ岩村明憲E・ロンゴリアJ・バートレットC・クロフォードB・アップトンG・グロスC・フロイド |
| 先発投手                 | 先発投手                 | 先発投手                 | 投球                     | J・ベケットJ・バリテックM・コッツェイD・ペドロイアK・ユーキリスJ・ラウリーJ・ベイC・クリスプJ・エルズベリーD・オルティーズ | 先発投手           | 先発投手           | 先発投手           | 投球               | S・カズミアーD・ナバーロC・ペーニャ岩村明憲E・ロンゴリアJ・バートレットC・クロフォードB・アップトンG・グロスC・フロイド |
| J・ベケット              | J・ベケット              | J・ベケット              | 右                       | J・ベケットJ・バリテックM・コッツェイD・ペドロイアK・ユーキリスJ・ラウリーJ・ベイC・クリスプJ・エルズベリーD・オルティーズ | S・カズミアー      | S・カズミアー      | S・カズミアー      | 左                 | S・カズミアーD・ナバーロC・ペーニャ岩村明憲E・ロンゴリアJ・バートレットC・クロフォードB・アップトンG・グロスC・フロイド |

### 第3戦 10月13日
- フェンウェイ・パーク（マサチューセッツ州ボストン）

|                          | 1 | 2 | 3 | 4 | 5 | 6 | 7 | 8 | 9 | R | H  | E |
| ------------------------ | - | - | - | - | - | - | - | - | - | - | -- | - |
| タンパベイ・レイズ       | 0 | 1 | 4 | 0 | 0 | 0 | 0 | 3 | 1 | 9 | 13 | 0 |
| ボストン・レッドソックス | 0 | 0 | 0 | 0 | 0 | 0 | 1 | 0 | 0 | 1 | 7  | 0 |

1. 勝利：マット・ガーザ（1勝）
2. 敗戦：ジョン・レスター（1敗）
3. 本塁打
TB：B.J.アップトン2号3ラン、エバン・ロンゴリア2号ソロ、ロッコ・バルデッリ1号3ラン、カルロス・ペーニャ1号ソロ
4. 審判
［球審］ブライアン・オノラ
［塁審］一塁: ブライアン・ゴーマン、二塁: アルフォンソ・マルケス、三塁: デリル・カズンズ
［外審］左翼: ティム・マクレランド、右翼: サム・ホルブルック
5. 試合開始時刻: 東部夏時間（UTC-4）午後4時39分  試合時間: 3時間23分  観客: 3万8031人  気温: 59°F（15°C）
詳細: MLB.com Gameday / ESPN.com / Baseball-Reference.com / Fangraphs

| タンパベイ・レイズ | タンパベイ・レイズ | タンパベイ・レイズ | タンパベイ・レイズ | タンパベイ・レイズ | ボストン・レッドソックス | ボストン・レッドソックス | ボストン・レッドソックス | ボストン・レッドソックス | ボストン・レッドソックス                                                                                                 |
| ------------------ | ------------------ | ------------------ | ------------------ | --- | ------------------------ | ------------------------ | ------------------------ | ------------------------ | --- |
| 打順               | 守備               | 選手               | 打席               | M・ガーザD・ナバーロC・ペーニャ岩村明憲E・ロンゴリアJ・バートレットC・クロフォードB・アップトンR・バルデッリW・アイバー | 打順                     | 守備                     | 選手                     | 打席                     | J・レスターJ・バリテックM・コッツェイD・ペドロイアK・ユーキリスA・コーラJ・ベイJ・エルズベリーJ・ドリューD・オルティーズ |
| 1                  | 二                 | 岩村明憲           | 左                 | M・ガーザD・ナバーロC・ペーニャ岩村明憲E・ロンゴリアJ・バートレットC・クロフォードB・アップトンR・バルデッリW・アイバー | 1                        | 中                       | J・エルズベリー          | 左                       | J・レスターJ・バリテックM・コッツェイD・ペドロイアK・ユーキリスA・コーラJ・ベイJ・エルズベリーJ・ドリューD・オルティーズ |
| 2                  | 中                 | B・アップトン      | 右                 | M・ガーザD・ナバーロC・ペーニャ岩村明憲E・ロンゴリアJ・バートレットC・クロフォードB・アップトンR・バルデッリW・アイバー | 2                        | 二                       | D・ペドロイア            | 右                       | J・レスターJ・バリテックM・コッツェイD・ペドロイアK・ユーキリスA・コーラJ・ベイJ・エルズベリーJ・ドリューD・オルティーズ |
| 3                  | 一                 | C・ペーニャ        | 左                 | M・ガーザD・ナバーロC・ペーニャ岩村明憲E・ロンゴリアJ・バートレットC・クロフォードB・アップトンR・バルデッリW・アイバー | 3                        | DH                       | D・オルティーズ          | 左                       | J・レスターJ・バリテックM・コッツェイD・ペドロイアK・ユーキリスA・コーラJ・ベイJ・エルズベリーJ・ドリューD・オルティーズ |
| 4                  | 三                 | E・ロンゴリア      | 右                 | M・ガーザD・ナバーロC・ペーニャ岩村明憲E・ロンゴリアJ・バートレットC・クロフォードB・アップトンR・バルデッリW・アイバー | 4                        | 三                       | K・ユーキリス            | 右                       | J・レスターJ・バリテックM・コッツェイD・ペドロイアK・ユーキリスA・コーラJ・ベイJ・エルズベリーJ・ドリューD・オルティーズ |
| 5                  | 左                 | C・クロフォード    | 左                 | M・ガーザD・ナバーロC・ペーニャ岩村明憲E・ロンゴリアJ・バートレットC・クロフォードB・アップトンR・バルデッリW・アイバー | 5                        | 右                       | J・ドリュー              | 左                       | J・レスターJ・バリテックM・コッツェイD・ペドロイアK・ユーキリスA・コーラJ・ベイJ・エルズベリーJ・ドリューD・オルティーズ |
| 6                  | DH                 | W・アイバー        | 両                 | M・ガーザD・ナバーロC・ペーニャ岩村明憲E・ロンゴリアJ・バートレットC・クロフォードB・アップトンR・バルデッリW・アイバー | 6                        | 左                       | J・ベイ                  | 右                       | J・レスターJ・バリテックM・コッツェイD・ペドロイアK・ユーキリスA・コーラJ・ベイJ・エルズベリーJ・ドリューD・オルティーズ |
| 7                  | 捕                 | D・ナバーロ        | 両                 | M・ガーザD・ナバーロC・ペーニャ岩村明憲E・ロンゴリアJ・バートレットC・クロフォードB・アップトンR・バルデッリW・アイバー | 7                        | 一                       | M・コッツェイ            | 左                       | J・レスターJ・バリテックM・コッツェイD・ペドロイアK・ユーキリスA・コーラJ・ベイJ・エルズベリーJ・ドリューD・オルティーズ |
| 8                  | 右                 | R・バルデッリ      | 右                 | M・ガーザD・ナバーロC・ペーニャ岩村明憲E・ロンゴリアJ・バートレットC・クロフォードB・アップトンR・バルデッリW・アイバー | 8                        | 捕                       | J・バリテック            | 両                       | J・レスターJ・バリテックM・コッツェイD・ペドロイアK・ユーキリスA・コーラJ・ベイJ・エルズベリーJ・ドリューD・オルティーズ |
| 9                  | 遊                 | J・バートレット    | 右                 | M・ガーザD・ナバーロC・ペーニャ岩村明憲E・ロンゴリアJ・バートレットC・クロフォードB・アップトンR・バルデッリW・アイバー | 9                        | 遊                       | A・コーラ                | 左                       | J・レスターJ・バリテックM・コッツェイD・ペドロイアK・ユーキリスA・コーラJ・ベイJ・エルズベリーJ・ドリューD・オルティーズ |
| 先発投手           | 先発投手           | 先発投手           | 投球               | M・ガーザD・ナバーロC・ペーニャ岩村明憲E・ロンゴリアJ・バートレットC・クロフォードB・アップトンR・バルデッリW・アイバー | 先発投手                 | 先発投手                 | 先発投手                 | 投球                     | J・レスターJ・バリテックM・コッツェイD・ペドロイアK・ユーキリスA・コーラJ・ベイJ・エルズベリーJ・ドリューD・オルティーズ |
| M・ガーザ          | M・ガーザ          | M・ガーザ          | 右                 | M・ガーザD・ナバーロC・ペーニャ岩村明憲E・ロンゴリアJ・バートレットC・クロフォードB・アップトンR・バルデッリW・アイバー | J・レスター              | J・レスター              | J・レスター              | 左                       | J・レスターJ・バリテックM・コッツェイD・ペドロイアK・ユーキリスA・コーラJ・ベイJ・エルズベリーJ・ドリューD・オルティーズ |

### 第4戦 10月14日
- フェンウェイ・パーク（マサチューセッツ州ボストン）

|                          | 1 | 2 | 3 | 4 | 5 | 6 | 7 | 8 | 9 | R  | H  | E |
| ------------------------ | - | - | - | - | - | - | - | - | - | -- | -- | - |
| タンパベイ・レイズ       | 3 | 0 | 2 | 0 | 1 | 5 | 0 | 2 | 0 | 13 | 14 | 3 |
| ボストン・レッドソックス | 0 | 0 | 1 | 0 | 0 | 0 | 1 | 2 | 0 | 4  | 7  | 0 |

1. 勝利：アンディ・ソナンスタイン（1勝）
2. 敗戦：ティム・ウェイクフィールド（1敗）
3. 本塁打
TB：カルロス・ペーニャ2号2ラン、エバン・ロンゴリア3号ソロ、ウィリー・アイバー1号2ラン
BOS：ケビン・キャッシュ1号ソロ
4. 審判
［球審］ブライアン・ゴーマン
［塁審］一塁: アルフォンソ・マルケス、二塁: デリル・カズンズ、三塁: ティム・マクレランド
［外審］左翼: サム・ホルブルック、右翼: ブライアン・オノラ
5. 試合開始時刻: 東部夏時間（UTC-4）午後8時8分  試合時間: 3時間7分  観客: 3万8133人  気温: 60°F（15.6°C）
詳細: MLB.com Gameday / ESPN.com / Baseball-Reference.com / Fangraphs

| タンパベイ・レイズ | タンパベイ・レイズ | タンパベイ・レイズ | タンパベイ・レイズ | タンパベイ・レイズ | ボストン・レッドソックス | ボストン・レッドソックス | ボストン・レッドソックス | ボストン・レッドソックス | ボストン・レッドソックス |
| ------------------ | ------------------ | ------------------ | ------------------ | --- | ------------------------ | ------------------------ | ------------------------ | ------------------------ | --- |
| 打順               | 守備               | 選手               | 打席               | A・ソナンスタインD・ナバーロC・ペーニャ岩村明憲E・ロンゴリアJ・バートレットC・クロフォードB・アップトンF・ペレスW・アイバー | 打順                     | 守備                     | 選手                     | 打席                     | T・ウェイクフィールドK・キャッシュM・コッツェイD・ペドロイアK・ユーキリスJ・ラウリーJ・ベイC・クリスプJ・ドリューD・オルティーズ |
| 1                  | 二                 | 岩村明憲           | 左                 | A・ソナンスタインD・ナバーロC・ペーニャ岩村明憲E・ロンゴリアJ・バートレットC・クロフォードB・アップトンF・ペレスW・アイバー | 1                        | 右                       | J・ドリュー              | 左                       | T・ウェイクフィールドK・キャッシュM・コッツェイD・ペドロイアK・ユーキリスJ・ラウリーJ・ベイC・クリスプJ・ドリューD・オルティーズ |
| 2                  | 中                 | B・アップトン      | 右                 | A・ソナンスタインD・ナバーロC・ペーニャ岩村明憲E・ロンゴリアJ・バートレットC・クロフォードB・アップトンF・ペレスW・アイバー | 2                        | 二                       | D・ペドロイア            | 右                       | T・ウェイクフィールドK・キャッシュM・コッツェイD・ペドロイアK・ユーキリスJ・ラウリーJ・ベイC・クリスプJ・ドリューD・オルティーズ |
| 3                  | 一                 | C・ペーニャ        | 左                 | A・ソナンスタインD・ナバーロC・ペーニャ岩村明憲E・ロンゴリアJ・バートレットC・クロフォードB・アップトンF・ペレスW・アイバー | 3                        | DH                       | D・オルティーズ          | 左                       | T・ウェイクフィールドK・キャッシュM・コッツェイD・ペドロイアK・ユーキリスJ・ラウリーJ・ベイC・クリスプJ・ドリューD・オルティーズ |
| 4                  | 三                 | E・ロンゴリア      | 右                 | A・ソナンスタインD・ナバーロC・ペーニャ岩村明憲E・ロンゴリアJ・バートレットC・クロフォードB・アップトンF・ペレスW・アイバー | 4                        | 三                       | K・ユーキリス            | 右                       | T・ウェイクフィールドK・キャッシュM・コッツェイD・ペドロイアK・ユーキリスJ・ラウリーJ・ベイC・クリスプJ・ドリューD・オルティーズ |
| 5                  | 左                 | C・クロフォード    | 左                 | A・ソナンスタインD・ナバーロC・ペーニャ岩村明憲E・ロンゴリアJ・バートレットC・クロフォードB・アップトンF・ペレスW・アイバー | 5                        | 左                       | J・ベイ                  | 右                       | T・ウェイクフィールドK・キャッシュM・コッツェイD・ペドロイアK・ユーキリスJ・ラウリーJ・ベイC・クリスプJ・ドリューD・オルティーズ |
| 6                  | DH                 | W・アイバー        | 両                 | A・ソナンスタインD・ナバーロC・ペーニャ岩村明憲E・ロンゴリアJ・バートレットC・クロフォードB・アップトンF・ペレスW・アイバー | 6                        | 一                       | M・コッツェイ            | 左                       | T・ウェイクフィールドK・キャッシュM・コッツェイD・ペドロイアK・ユーキリスJ・ラウリーJ・ベイC・クリスプJ・ドリューD・オルティーズ |
| 7                  | 捕                 | D・ナバーロ        | 両                 | A・ソナンスタインD・ナバーロC・ペーニャ岩村明憲E・ロンゴリアJ・バートレットC・クロフォードB・アップトンF・ペレスW・アイバー | 7                        | 中                       | C・クリスプ              | 両                       | T・ウェイクフィールドK・キャッシュM・コッツェイD・ペドロイアK・ユーキリスJ・ラウリーJ・ベイC・クリスプJ・ドリューD・オルティーズ |
| 8                  | 右                 | F・ペレス          | 両                 | A・ソナンスタインD・ナバーロC・ペーニャ岩村明憲E・ロンゴリアJ・バートレットC・クロフォードB・アップトンF・ペレスW・アイバー | 8                        | 捕                       | K・キャッシュ            | 右                       | T・ウェイクフィールドK・キャッシュM・コッツェイD・ペドロイアK・ユーキリスJ・ラウリーJ・ベイC・クリスプJ・ドリューD・オルティーズ |
| 9                  | 遊                 | J・バートレット    | 右                 | A・ソナンスタインD・ナバーロC・ペーニャ岩村明憲E・ロンゴリアJ・バートレットC・クロフォードB・アップトンF・ペレスW・アイバー | 9                        | 遊                       | J・ラウリー              | 両                       | T・ウェイクフィールドK・キャッシュM・コッツェイD・ペドロイアK・ユーキリスJ・ラウリーJ・ベイC・クリスプJ・ドリューD・オルティーズ |
| 先発投手           | 先発投手           | 先発投手           | 投球               | A・ソナンスタインD・ナバーロC・ペーニャ岩村明憲E・ロンゴリアJ・バートレットC・クロフォードB・アップトンF・ペレスW・アイバー | 先発投手                 | 先発投手                 | 先発投手                 | 投球                     | T・ウェイクフィールドK・キャッシュM・コッツェイD・ペドロイアK・ユーキリスJ・ラウリーJ・ベイC・クリスプJ・ドリューD・オルティーズ |
| A・ソナンスタイン  | A・ソナンスタイン  | A・ソナンスタイン  | 右                 | A・ソナンスタインD・ナバーロC・ペーニャ岩村明憲E・ロンゴリアJ・バートレットC・クロフォードB・アップトンF・ペレスW・アイバー | T・ウェイクフィールド    | T・ウェイクフィールド    | T・ウェイクフィールド    | 右                       | T・ウェイクフィールドK・キャッシュM・コッツェイD・ペドロイアK・ユーキリスJ・ラウリーJ・ベイC・クリスプJ・ドリューD・オルティーズ |

### 第5戦 10月16日
- フェンウェイ・パーク（マサチューセッツ州ボストン）

|                          | 1 | 2 | 3 | 4 | 5 | 6 | 7 | 8 | 9  | R | H  | E |
| ------------------------ | - | - | - | - | - | - | - | - | -- | - | -- | - |
| タンパベイ・レイズ       | 2 | 0 | 3 | 0 | 0 | 0 | 2 | 0 | 0  | 7 | 8  | 1 |
| ボストン・レッドソックス | 0 | 0 | 0 | 0 | 0 | 0 | 4 | 3 | 1x | 8 | 11 | 0 |

1. 勝利：ジャスティン・マスターソン（1勝）
2. 敗戦：J.P.ハウエル（1敗）
3. 本塁打
TB：B.J.アップトン3号2ラン、カルロス・ペーニャ3号2ラン、エバン・ロンゴリア4号ソロ
BOS：デビッド・オルティーズ1号3ラン、J.D.ドリュー1号ソロ
4. 審判
［球審］アルフォンソ・マルケス
［塁審］一塁: デリル・カズンズ、二塁: ティム・マクレランド、三塁: サム・ホルブルック
［外審］左翼: ブライアン・オノラ、右翼: ブライアン・ゴーマン
5. 試合開始時刻: 東部夏時間（UTC-4）午後8時8分  試合時間: 4時間8分  観客: 3万8437人  気温: 66°F（18.9°C）
詳細: MLB.com Gameday / ESPN.com / Baseball-Reference.com / Fangraphs

| タンパベイ・レイズ | タンパベイ・レイズ | タンパベイ・レイズ | タンパベイ・レイズ | タンパベイ・レイズ | ボストン・レッドソックス | ボストン・レッドソックス | ボストン・レッドソックス | ボストン・レッドソックス | ボストン・レッドソックス                                                                                            |
| ------------------ | ------------------ | ------------------ | ------------------ | --- | ------------------------ | ------------------------ | ------------------------ | ------------------------ | --- |
| 打順               | 守備               | 選手               | 打席               | S・カズミアーD・ナバーロC・ペーニャ岩村明憲E・ロンゴリアJ・バートレットC・クロフォードB・アップトンG・グロスC・フロイド | 打順                     | 守備                     | 選手                     | 打席                     | 松坂大輔J・バリテックM・コッツェイD・ペドロイアK・ユーキリスJ・ラウリーJ・ベイC・クリスプJ・ドリューD・オルティーズ |
| 1                  | 二                 | 岩村明憲           | 左                 | S・カズミアーD・ナバーロC・ペーニャ岩村明憲E・ロンゴリアJ・バートレットC・クロフォードB・アップトンG・グロスC・フロイド | 1                        | 中                       | C・クリスプ              | 両                       | 松坂大輔J・バリテックM・コッツェイD・ペドロイアK・ユーキリスJ・ラウリーJ・ベイC・クリスプJ・ドリューD・オルティーズ |
| 2                  | 中                 | B・アップトン      | 右                 | S・カズミアーD・ナバーロC・ペーニャ岩村明憲E・ロンゴリアJ・バートレットC・クロフォードB・アップトンG・グロスC・フロイド | 2                        | 二                       | D・ペドロイア            | 右                       | 松坂大輔J・バリテックM・コッツェイD・ペドロイアK・ユーキリスJ・ラウリーJ・ベイC・クリスプJ・ドリューD・オルティーズ |
| 3                  | 一                 | C・ペーニャ        | 左                 | S・カズミアーD・ナバーロC・ペーニャ岩村明憲E・ロンゴリアJ・バートレットC・クロフォードB・アップトンG・グロスC・フロイド | 3                        | DH                       | D・オルティーズ          | 左                       | 松坂大輔J・バリテックM・コッツェイD・ペドロイアK・ユーキリスJ・ラウリーJ・ベイC・クリスプJ・ドリューD・オルティーズ |
| 4                  | 三                 | E・ロンゴリア      | 右                 | S・カズミアーD・ナバーロC・ペーニャ岩村明憲E・ロンゴリアJ・バートレットC・クロフォードB・アップトンG・グロスC・フロイド | 4                        | 三                       | K・ユーキリス            | 右                       | 松坂大輔J・バリテックM・コッツェイD・ペドロイアK・ユーキリスJ・ラウリーJ・ベイC・クリスプJ・ドリューD・オルティーズ |
| 5                  | 左                 | C・クロフォード    | 左                 | S・カズミアーD・ナバーロC・ペーニャ岩村明憲E・ロンゴリアJ・バートレットC・クロフォードB・アップトンG・グロスC・フロイド | 5                        | 左                       | J・ベイ                  | 右                       | 松坂大輔J・バリテックM・コッツェイD・ペドロイアK・ユーキリスJ・ラウリーJ・ベイC・クリスプJ・ドリューD・オルティーズ |
| 6                  | DH                 | C・フロイド        | 左                 | S・カズミアーD・ナバーロC・ペーニャ岩村明憲E・ロンゴリアJ・バートレットC・クロフォードB・アップトンG・グロスC・フロイド | 6                        | 右                       | J・ドリュー              | 左                       | 松坂大輔J・バリテックM・コッツェイD・ペドロイアK・ユーキリスJ・ラウリーJ・ベイC・クリスプJ・ドリューD・オルティーズ |
| 7                  | 捕                 | D・ナバーロ        | 両                 | S・カズミアーD・ナバーロC・ペーニャ岩村明憲E・ロンゴリアJ・バートレットC・クロフォードB・アップトンG・グロスC・フロイド | 7                        | 遊                       | J・ラウリー              | 両                       | 松坂大輔J・バリテックM・コッツェイD・ペドロイアK・ユーキリスJ・ラウリーJ・ベイC・クリスプJ・ドリューD・オルティーズ |
| 8                  | 右                 | G・グロス          | 左                 | S・カズミアーD・ナバーロC・ペーニャ岩村明憲E・ロンゴリアJ・バートレットC・クロフォードB・アップトンG・グロスC・フロイド | 8                        | 捕                       | J・バリテック            | 両                       | 松坂大輔J・バリテックM・コッツェイD・ペドロイアK・ユーキリスJ・ラウリーJ・ベイC・クリスプJ・ドリューD・オルティーズ |
| 9                  | 遊                 | J・バートレット    | 右                 | S・カズミアーD・ナバーロC・ペーニャ岩村明憲E・ロンゴリアJ・バートレットC・クロフォードB・アップトンG・グロスC・フロイド | 9                        | 一                       | M・コッツェイ            | 左                       | 松坂大輔J・バリテックM・コッツェイD・ペドロイアK・ユーキリスJ・ラウリーJ・ベイC・クリスプJ・ドリューD・オルティーズ |
| 先発投手           | 先発投手           | 先発投手           | 投球               | S・カズミアーD・ナバーロC・ペーニャ岩村明憲E・ロンゴリアJ・バートレットC・クロフォードB・アップトンG・グロスC・フロイド | 先発投手                 | 先発投手                 | 先発投手                 | 投球                     | 松坂大輔J・バリテックM・コッツェイD・ペドロイアK・ユーキリスJ・ラウリーJ・ベイC・クリスプJ・ドリューD・オルティーズ |
| S・カズミアー      | S・カズミアー      | S・カズミアー      | 左                 | S・カズミアーD・ナバーロC・ペーニャ岩村明憲E・ロンゴリアJ・バートレットC・クロフォードB・アップトンG・グロスC・フロイド | 松坂大輔                 | 松坂大輔                 | 松坂大輔                 | 右                       | 松坂大輔J・バリテックM・コッツェイD・ペドロイアK・ユーキリスJ・ラウリーJ・ベイC・クリスプJ・ドリューD・オルティーズ |

### 第6戦 10月18日
- トロピカーナ・フィールド（フロリダ州セントピーターズバーグ）

|                          | 1 | 2 | 3 | 4 | 5 | 6 | 7 | 8 | 9 | R | H  | E |
| ------------------------ | - | - | - | - | - | - | - | - | - | - | -- | - |
| ボストン・レッドソックス | 0 | 1 | 1 | 0 | 0 | 2 | 0 | 0 | 0 | 4 | 10 | 0 |
| タンパベイ・レイズ       | 1 | 0 | 0 | 0 | 1 | 0 | 0 | 0 | 0 | 2 | 4  | 1 |

1. 勝利：ジョシュ・ベケット（1勝）
2. セーブ：ジョナサン・パペルボン（2S）
3. 敗戦：ジェームズ・シールズ（2敗）
4. 本塁打
BOS：ケビン・ユーキリス2号ソロ、ジェイソン・バリテック1号ソロ
TB：B.J.アップトン4号ソロ、ジェイソン・バートレット1号ソロ
5. 審判
［球審］デリル・カズンズ
［塁審］一塁: ティム・マクレランド、二塁: サム・ホルブルック、三塁: ブライアン・オノラ
［外審］左翼: ブライアン・ゴーマン、右翼: アルフォンソ・マルケス
6. 試合開始時刻: 東部夏時間（UTC-4）午後8時8分  試合時間: 3時間48分  観客: 4万947人  気温: 72°F（22.2°C）
詳細: MLB.com Gameday / ESPN.com / Baseball-Reference.com / Fangraphs

| ボストン・レッドソックス | ボストン・レッドソックス | ボストン・レッドソックス | ボストン・レッドソックス | ボストン・レッドソックス                                                                                               | タンパベイ・レイズ | タンパベイ・レイズ | タンパベイ・レイズ | タンパベイ・レイズ | タンパベイ・レイズ |
| ------------------------ | ------------------------ | ------------------------ | ------------------------ | --- | ------------------ | ------------------ | ------------------ | ------------------ | --- |
| 打順                     | 守備                     | 選手                     | 打席                     | J・ベケットJ・バリテックM・コッツェイD・ペドロイアK・ユーキリスJ・ラウリーJ・ベイC・クリスプJ・ドリューD・オルティーズ | 打順               | 守備               | 選手               | 打席               | J・シールズD・ナバーロC・ペーニャ岩村明憲E・ロンゴリアJ・バートレットC・クロフォードB・アップトンG・グロスC・フロイド |
| 1                        | 中                       | C・クリスプ              | 両                       | J・ベケットJ・バリテックM・コッツェイD・ペドロイアK・ユーキリスJ・ラウリーJ・ベイC・クリスプJ・ドリューD・オルティーズ | 1                  | 二                 | 岩村明憲           | 左                 | J・シールズD・ナバーロC・ペーニャ岩村明憲E・ロンゴリアJ・バートレットC・クロフォードB・アップトンG・グロスC・フロイド |
| 2                        | 二                       | D・ペドロイア            | 右                       | J・ベケットJ・バリテックM・コッツェイD・ペドロイアK・ユーキリスJ・ラウリーJ・ベイC・クリスプJ・ドリューD・オルティーズ | 2                  | 中                 | B・アップトン      | 右                 | J・シールズD・ナバーロC・ペーニャ岩村明憲E・ロンゴリアJ・バートレットC・クロフォードB・アップトンG・グロスC・フロイド |
| 3                        | DH                       | D・オルティーズ          | 左                       | J・ベケットJ・バリテックM・コッツェイD・ペドロイアK・ユーキリスJ・ラウリーJ・ベイC・クリスプJ・ドリューD・オルティーズ | 3                  | 一                 | C・ペーニャ        | 左                 | J・シールズD・ナバーロC・ペーニャ岩村明憲E・ロンゴリアJ・バートレットC・クロフォードB・アップトンG・グロスC・フロイド |
| 4                        | 三                       | K・ユーキリス            | 右                       | J・ベケットJ・バリテックM・コッツェイD・ペドロイアK・ユーキリスJ・ラウリーJ・ベイC・クリスプJ・ドリューD・オルティーズ | 4                  | 三                 | E・ロンゴリア      | 右                 | J・シールズD・ナバーロC・ペーニャ岩村明憲E・ロンゴリアJ・バートレットC・クロフォードB・アップトンG・グロスC・フロイド |
| 5                        | 右                       | J・ドリュー              | 左                       | J・ベケットJ・バリテックM・コッツェイD・ペドロイアK・ユーキリスJ・ラウリーJ・ベイC・クリスプJ・ドリューD・オルティーズ | 5                  | 左                 | C・クロフォード    | 左                 | J・シールズD・ナバーロC・ペーニャ岩村明憲E・ロンゴリアJ・バートレットC・クロフォードB・アップトンG・グロスC・フロイド |
| 6                        | 左                       | J・ベイ                  | 右                       | J・ベケットJ・バリテックM・コッツェイD・ペドロイアK・ユーキリスJ・ラウリーJ・ベイC・クリスプJ・ドリューD・オルティーズ | 6                  | DH                 | C・フロイド        | 左                 | J・シールズD・ナバーロC・ペーニャ岩村明憲E・ロンゴリアJ・バートレットC・クロフォードB・アップトンG・グロスC・フロイド |
| 7                        | 一                       | M・コッツェイ            | 左                       | J・ベケットJ・バリテックM・コッツェイD・ペドロイアK・ユーキリスJ・ラウリーJ・ベイC・クリスプJ・ドリューD・オルティーズ | 7                  | 捕                 | D・ナバーロ        | 両                 | J・シールズD・ナバーロC・ペーニャ岩村明憲E・ロンゴリアJ・バートレットC・クロフォードB・アップトンG・グロスC・フロイド |
| 8                        | 遊                       | J・ラウリー              | 両                       | J・ベケットJ・バリテックM・コッツェイD・ペドロイアK・ユーキリスJ・ラウリーJ・ベイC・クリスプJ・ドリューD・オルティーズ | 8                  | 右                 | G・グロス          | 左                 | J・シールズD・ナバーロC・ペーニャ岩村明憲E・ロンゴリアJ・バートレットC・クロフォードB・アップトンG・グロスC・フロイド |
| 9                        | 捕                       | J・バリテック            | 両                       | J・ベケットJ・バリテックM・コッツェイD・ペドロイアK・ユーキリスJ・ラウリーJ・ベイC・クリスプJ・ドリューD・オルティーズ | 9                  | 遊                 | J・バートレット    | 右                 | J・シールズD・ナバーロC・ペーニャ岩村明憲E・ロンゴリアJ・バートレットC・クロフォードB・アップトンG・グロスC・フロイド |
| 先発投手                 | 先発投手                 | 先発投手                 | 投球                     | J・ベケットJ・バリテックM・コッツェイD・ペドロイアK・ユーキリスJ・ラウリーJ・ベイC・クリスプJ・ドリューD・オルティーズ | 先発投手           | 先発投手           | 先発投手           | 投球               | J・シールズD・ナバーロC・ペーニャ岩村明憲E・ロンゴリアJ・バートレットC・クロフォードB・アップトンG・グロスC・フロイド |
| J・ベケット              | J・ベケット              | J・ベケット              | 右                       | J・ベケットJ・バリテックM・コッツェイD・ペドロイアK・ユーキリスJ・ラウリーJ・ベイC・クリスプJ・ドリューD・オルティーズ | J・シールズ        | J・シールズ        | J・シールズ        | 右                 | J・シールズD・ナバーロC・ペーニャ岩村明憲E・ロンゴリアJ・バートレットC・クロフォードB・アップトンG・グロスC・フロイド |

### 第7戦 10月19日
- トロピカーナ・フィールド（フロリダ州セントピーターズバーグ）

|                          | 1 | 2 | 3 | 4 | 5 | 6 | 7 | 8 | 9 | R | H | E |
| ------------------------ | - | - | - | - | - | - | - | - | - | - | - | - |
| ボストン・レッドソックス | 1 | 0 | 0 | 0 | 0 | 0 | 0 | 0 | 0 | 1 | 3 | 0 |
| タンパベイ・レイズ       | 0 | 0 | 0 | 1 | 1 | 0 | 1 | 0 | X | 3 | 6 | 1 |

1. 勝利：マット・ガーザ（2勝）
2. セーブ：デビッド・プライス（1S）
3. 敗戦：ジョン・レスター（2敗）
4. 本塁打
BOS：ダスティン・ペドロイア3号ソロ
TB：ウィリー・アイバー2号ソロ
5. 審判
［球審］ブライアン・ゴーマン
［塁審］一塁: サム・ホルブルック、二塁: ブライアン・オノラ、三塁: ティム・マクレランド
［外審］左翼: アルフォンソ・マルケス、右翼: エンジェル・ヘルナンデス
6. 試合開始時刻: 東部夏時間（UTC-4）午後8時9分  試合時間: 3時間31分  観客: 4万473人  気温: 72°F（22.2°C）
詳細: MLB.com Gameday / ESPN.com / Baseball-Reference.com / Fangraphs

| ボストン・レッドソックス | ボストン・レッドソックス | ボストン・レッドソックス | ボストン・レッドソックス | ボストン・レッドソックス                                                                                             | タンパベイ・レイズ | タンパベイ・レイズ | タンパベイ・レイズ | タンパベイ・レイズ | タンパベイ・レイズ |
| ------------------------ | ------------------------ | ------------------------ | ------------------------ | --- | ------------------ | ------------------ | ------------------ | ------------------ | --- |
| 打順                     | 守備                     | 選手                     | 打席                     | J・レスターJ・バリテックM・コッツェイD・ペドロイアK・ユーキリスA・コーラJ・ベイC・クリスプJ・ドリューD・オルティーズ | 打順               | 守備               | 選手               | 打席               | M・ガーザD・ナバーロC・ペーニャ岩村明憲E・ロンゴリアJ・バートレットC・クロフォードB・アップトンR・バルデッリW・アイバー |
| 1                        | 中                       | C・クリスプ              | 両                       | J・レスターJ・バリテックM・コッツェイD・ペドロイアK・ユーキリスA・コーラJ・ベイC・クリスプJ・ドリューD・オルティーズ | 1                  | 二                 | 岩村明憲           | 左                 | M・ガーザD・ナバーロC・ペーニャ岩村明憲E・ロンゴリアJ・バートレットC・クロフォードB・アップトンR・バルデッリW・アイバー |
| 2                        | 二                       | D・ペドロイア            | 右                       | J・レスターJ・バリテックM・コッツェイD・ペドロイアK・ユーキリスA・コーラJ・ベイC・クリスプJ・ドリューD・オルティーズ | 2                  | 中                 | B・アップトン      | 右                 | M・ガーザD・ナバーロC・ペーニャ岩村明憲E・ロンゴリアJ・バートレットC・クロフォードB・アップトンR・バルデッリW・アイバー |
| 3                        | DH                       | D・オルティーズ          | 左                       | J・レスターJ・バリテックM・コッツェイD・ペドロイアK・ユーキリスA・コーラJ・ベイC・クリスプJ・ドリューD・オルティーズ | 3                  | 一                 | C・ペーニャ        | 左                 | M・ガーザD・ナバーロC・ペーニャ岩村明憲E・ロンゴリアJ・バートレットC・クロフォードB・アップトンR・バルデッリW・アイバー |
| 4                        | 三                       | K・ユーキリス            | 右                       | J・レスターJ・バリテックM・コッツェイD・ペドロイアK・ユーキリスA・コーラJ・ベイC・クリスプJ・ドリューD・オルティーズ | 4                  | 三                 | E・ロンゴリア      | 右                 | M・ガーザD・ナバーロC・ペーニャ岩村明憲E・ロンゴリアJ・バートレットC・クロフォードB・アップトンR・バルデッリW・アイバー |
| 5                        | 右                       | J・ドリュー              | 左                       | J・レスターJ・バリテックM・コッツェイD・ペドロイアK・ユーキリスA・コーラJ・ベイC・クリスプJ・ドリューD・オルティーズ | 5                  | 左                 | C・クロフォード    | 左                 | M・ガーザD・ナバーロC・ペーニャ岩村明憲E・ロンゴリアJ・バートレットC・クロフォードB・アップトンR・バルデッリW・アイバー |
| 6                        | 左                       | J・ベイ                  | 右                       | J・レスターJ・バリテックM・コッツェイD・ペドロイアK・ユーキリスA・コーラJ・ベイC・クリスプJ・ドリューD・オルティーズ | 6                  | DH                 | W・アイバー        | 両                 | M・ガーザD・ナバーロC・ペーニャ岩村明憲E・ロンゴリアJ・バートレットC・クロフォードB・アップトンR・バルデッリW・アイバー |
| 7                        | 一                       | M・コッツェイ            | 左                       | J・レスターJ・バリテックM・コッツェイD・ペドロイアK・ユーキリスA・コーラJ・ベイC・クリスプJ・ドリューD・オルティーズ | 7                  | 捕                 | D・ナバーロ        | 両                 | M・ガーザD・ナバーロC・ペーニャ岩村明憲E・ロンゴリアJ・バートレットC・クロフォードB・アップトンR・バルデッリW・アイバー |
| 8                        | 捕                       | J・バリテック            | 両                       | J・レスターJ・バリテックM・コッツェイD・ペドロイアK・ユーキリスA・コーラJ・ベイC・クリスプJ・ドリューD・オルティーズ | 8                  | 右                 | R・バルデッリ      | 右                 | M・ガーザD・ナバーロC・ペーニャ岩村明憲E・ロンゴリアJ・バートレットC・クロフォードB・アップトンR・バルデッリW・アイバー |
| 9                        | 遊                       | A・コーラ                | 左                       | J・レスターJ・バリテックM・コッツェイD・ペドロイアK・ユーキリスA・コーラJ・ベイC・クリスプJ・ドリューD・オルティーズ | 9                  | 遊                 | J・バートレット    | 右                 | M・ガーザD・ナバーロC・ペーニャ岩村明憲E・ロンゴリアJ・バートレットC・クロフォードB・アップトンR・バルデッリW・アイバー |
| 先発投手                 | 先発投手                 | 先発投手                 | 投球                     | J・レスターJ・バリテックM・コッツェイD・ペドロイアK・ユーキリスA・コーラJ・ベイC・クリスプJ・ドリューD・オルティーズ | 先発投手           | 先発投手           | 先発投手           | 投球               | M・ガーザD・ナバーロC・ペーニャ岩村明憲E・ロンゴリアJ・バートレットC・クロフォードB・アップトンR・バルデッリW・アイバー |
| J・レスター              | J・レスター              | J・レスター              | 左                       | J・レスターJ・バリテックM・コッツェイD・ペドロイアK・ユーキリスA・コーラJ・ベイC・クリスプJ・ドリューD・オルティーズ | M・ガーザ          | M・ガーザ          | M・ガーザ          | 右                 | M・ガーザD・ナバーロC・ペーニャ岩村明憲E・ロンゴリアJ・バートレットC・クロフォードB・アップトンR・バルデッリW・アイバー |

## 評価
『ハードボール・タイムズ』のクリス・ジャフは2011年10月、歴代のポストシーズン各シリーズについて、面白さの数値化を試みた。「1点差試合は3ポイント、1－0の試合ならさらに1ポイント」「サヨナラゲームは10ポイント、サヨナラが本塁打によるものならさらに5ポイント」「7試合制のシリーズが最終戦までもつれれば15ポイント」などというように、試合経過やシリーズの展開が一定の条件を満たすのに応じてポイントを付与することで、主観的ではなく定量的な評価を行った。その結果、その年の両リーグ優勝決定戦まで全262シリーズの平均が45ポイントのところ、今シリーズは110.3ポイントを獲得した。これは全シリーズ中11位、リーグ優勝決定戦に限れば6位の高得点だった。